# Парасейлинг
Парасейлинг (англ. раrasailing: от parachute — парашют + sailing — плавание под парусом) — активный вид отдыха, при котором человек или группа людей закрепляется с помощью троса к транспортному средству (обычно к катеру) и благодаря наличию специального парашюта поднимается в воздух и затем перемещается по воздуху подобно воздушному змею.

## Описание
Парасейлинг является распространенным развлечением во многих курортах в мире. Первый парашют на канатном креплении в 1961 году изготовил Пьер-Марсель Лемуанье (Pierre-Marcel Lemoigne). А в 1974 году Бриан Гаскин (Brian Gaskin) изобрёл первый парасейл (специальный парашют для парасейлинга) под название Waterbird («Водная птичка»). Вскоре началась коммерческая эксплуатация данного изобретения.
Используемым ТС может быть как катер или водный мотоцикл на воде, так и снегоход или квадроцикл на земле. Длина фала должна составлять около 120 метров при высоте полёта до 60 метров. Вес буксируемых не должен превышать 100 килограмм.

## Безопасность
Несчастные случаи в данной активности случаются регулярно. Причиной может быть как оборудование, так и ошибочные действия выпускающих.

## Регулирование
В большинстве стран мира (в том числе в США и Европе) данная деятельность не регулируется государством Исключением является Австралия, где имеется свод правил и требований к занимающимся парасейлингом.
В России парасейлинг не регулируется и никаких дополнительных требований к этому роду деятельности не существует.

## Ассоциации
США
- Parasail Safety Council (PSC)[6]
- Water Sports Industry Association (WSIA)[7]
- Professional Association of Parasail Operators (PAPO) (прекратила существование)

Европа
- Professional Parasailing Association of Europe

## Меры безопасности
При парасейлинге необходимо соблюдать следующие требования безопасности:
- Дополнительная экипировка туристов — каски и спасательные жилеты
- Скорость катера (или иного ТС) должна составлять 50-60 км/час.
- Близлежащая водная (земная) поверхность должна быть свободна от каких-либо препятствий.
- Благоприятные погодные условия, несильный ветер (движение осуществляется против ветра).
- Опытная команда минимум из трёх человек — руководителя полётов, водителя катера и помощника.
- Ежедневная проверка оборудования, тщательный инструктаж пассажиров.

При несоблюдении этих условий возможны несчастные случаи со смертельным исходом.

## Буксируемые парашюты
Используемые для парасейлинга специальные парашюты называются «буксируемый парашют» или «подъемно-буксировочная система» (ПБС). На бытовом уровне также используется название «водный парашют».
Применение запасных парашютов, используемых в парашютном спорте (ПЗ-81, ПО-16 и прочих) в качестве буксировочных является опасным, поскольку они не предназначены для этого.